# Ervin Acél

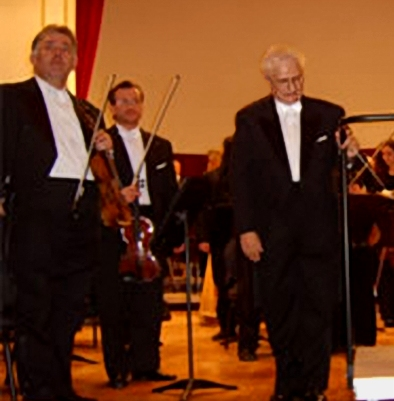
Ervin Acél (rechts) nach einem seiner letzten Konzerte in Oradea

Ervin Acél (* 3. Juni 1935 in Timișoara, Königreich Rumänien; † 24. August 2006 in Wien, Österreich) war ein ungarischer Dirigent.

## Biografie

### Ausbildung
Ervin Acél studierte am musischen Lyzeum in seiner Heimatstadt Timișoara und setzte seine Studien in Bukarest am Konservatorium 1953 bis 1957 fort. Seine Lehrer waren Victor Iusceanu (Theorie und Solfeggio), Paul Constantinescu (Harmonielehre), Silvia Capatana (Klavier), Adriana Sachelarie und George Breazul (Musikgeschichte), Constantin Silvestri (Orchesterleitung) und Ion Vicol (Chordirigieren). Von 1958 bis 1960 studierte er in Cluj bei Antonin Ciolan und Anton Rónai Orchesterleitung.

### Debüt und Dirigent in Oradea
Sein Debüt gab Acél am 4. Oktober 1960 in Botoșani, wo er als fixer Dirigent für kurze Zeit (1960–1963) verpflichtet wurde und dort auch als Klavierprofessor tätig war.
Im Jahre 1965 übernahm er die Leitung der Philharmonie in Oradea, wo er bis 1992 bleiben sollte. Unter seiner Leitung entwickelte sich dieses Ensemble zu einem der führenden Orchester Rumäniens. Acél nahm an zahlreichen Meisterkursen teil, unter anderem in Hilversum bei Jean Fournet. Er spezialisierte sich auf die Wiener Klassik und Barock und widmete sich ganz besonders den zwei großen Komponisten aus Oradea: Michael Haydn und Carl Ditters von Dittersdorf. So nahm er viele Werke von Michael Haydn auf Schallplatte auf, die bisher gänzlich unbekannt waren.
Seit 1989 fanden in Băile Felix bei Großwardein die von ihm gegründeten Sommermeisterkurse in Orchesterleitung statt – bis zu jenem Zeitpunkt eine einzigartige Sache in Rumänien. Zu seinen Schülern zählen Andrea Riderelli (Italien), Paul Murphy (England), Guillaume Boulay und Frederik Rabemanjara (Frankreich), Dan Ratiu, Cristian Neagu (Rumänien) u. v. a.
Während seiner Zeit in Oradea war Acél für eine kurze Periode, zwischen 1981 und 1983, künstlerischer Leiter der Staatsoper in Istanbul.

### Jahre in Szeged und Wien
Von 1980 bis 1989 war er neben seiner künstlerischen Tätigkeit auch Direktor der Philharmonie Großwardein. Am 23. November 1985 leitete er im Rahmen eines kulturellen Austauschprogramms ein Konzert im Brahmssaal des Wiener Musikvereins.
Von 1991 bis 1999 war Acél künstlerischer Leiter und Direktor der Philharmonie Szeged. In dieser Funktion leitete er zahlreiche Konzerte, machte Tourneen, u. a. eine große Portugal-Tournee 1997, bei welcher auch Agnes Baltsa mitwirkte, und viele Plattenaufnahmen.
Seit 1996 lehrte Acél an der Universität für Musik und darstellende Kunst Wien, wo er bis zu seinem Tode bleiben sollte. Allerdings bedeutete es keineswegs, dass er seine Aktivitäten als berühmter Dirigent in Ungarn und Rumänien aufgab. Seit 1999 kehrte er wieder nach Oradea zurück, wo er regelmäßig Konzerte gab und somit ständig zwischen Wien, Szeged und Oradea unterwegs war.
Neben seinen berühmten und unter Studierenden sehr beliebten Meisterkurse in Rumänien gab Acél seine Erfahrungen und Wissen den Studierenden auch in Wien im Rahmen des Wiener Musikseminars und u. a. in Italien weiter. Seine umfangreichen Sprachkenntnisse erleichterten ihm die Arbeit mit Studenten vieler Kulturen.
Seit 1996 bis zu seinem Tod 2006 war Elena Casella aus Mailand seine einzige Assistentin.
Nach einer langjährigen Krankheit verstarb Acél Ende August 2006 in Wien. Er wurde in seinem Heimatort Köszegszerdahely, in der Nähe von Kőszeg im Beisein vieler Musiker, Schüler und Freunde begraben.
Er hinterließ nicht weniger als 40 Schallplattenaufnahmen, davon sind allerdings bisher nur 8 auf CD erschienen.